# Sauvagella madagascariensis
Sauvagella madagascariensis és una espècie de peix pertanyent a la família dels clupeids.

## Descripció
- La femella pot arribar a fer 49,7 cm de llargària màxima.
- Cos una mica comprimit.
- Nombre de vèrtebres: 41-43.
- 13-16 radis tous a l'aleta dorsa.
- 17-19 radis tous a l'aleta anal.[3]

## Hàbitat
És un peix d'aigua dolça i salabrosa, pelàgic i de clima tropical (11°S-26°S, 42°E-50°E).

## Distribució geogràfica
És un endemisme del rius costaners de l'est de Madagascar.

## Estat de conservació
Tot i que molts rius on viu es troben afectats pels efectes adversos de la desforestació generalitzada imperant a Madagascar, es considera poc probable que tota la població d'aquesta espècie hi estigui en perill.

## Observacions
És inofensiu per als humans.